# Haemaphysalis rugosa
Haemaphysalis rugosa är en fästingart som beskrevs av Santos Dias 1956. Haemaphysalis rugosa ingår i släktet Haemaphysalis och familjen hårda fästingar. Inga underarter finns listade i Catalogue of Life.